# إميلي ريتشاردز
إميلي ريتشاردز (بالإنجليزية: Emilie Richards)‏ (12 يوليو 1948، بيثيسدا في الولايات المتحدة)؛ كاتِبة وروائية أمريكية.

## روابط خارجية
- إميلي ريتشاردز على موقع IMDb (الإنجليزية)